# Ri Dzsunil
Ri Dzsunil (hangul: 리준일, handzsa: 李俊, RR: Ri Jun-il; Phenjan, 1987. augusztus 24. –) észak-koreai válogatott labdarúgó.

## Pályafutása

### Klubcsapatban
A Szobekszu csapatában játszik 2007 óta.

### A válogatottban
2007 és 2011 között 37 alkalommal játszott az észak-koreai válogatottban. Részt vett a 2010-es világbajnokságon, ahol a Brazília, a Portugália és az Elefántcsontpart elleni csoportmérkőzésen is kezdőként lépett pályára. Tagja volt a 2011-es Ázsia-kupán szereplő válogatott keretének is.